# Yulia Pechónkina
Yulia Serguéievna Pechónkina (en ruso: Ю́лия Серге́евна Печёнкина; Krasnoyarsk; 21 de abril de 1978) es una atleta rusa, especialista en las pruebas de 400 m vallas y relevos 4x400 m, con las que ha logrado ser bicampeona mundial en 2007. Tuvo el récord en 400 m vallas con 52,34 segundos, desde 2003 a 2019 cuando fue superada por la estadounidense Dalilah Muhammad.

## Carrera deportiva
Su gran momento deportivo fue en el mundial de Helsinki 2005 donde ganó dos medallas de oro: en 400 metros vallas, con un tiempo de 52.90 segundos que fue récord de los campeonatos, y quedando por delante de las estadounidenses Lashinda Demus y  Sandra Glover; y en relevos 4x400 m, con un tiempo de 3:20.95 segundos, quedando por delante de las jamaicanas y británicas y siendo sus compañeras de equipo: Olesia Krasnomovets, Natalia Antiuj y Svetlana Pospelova.
Además ha ganado tres medallas de plata y dos de bronce, en esas mismas dos pruebas, entre los mundiales de Edmonton 2001, París 2003 y Osaka 2007.